# 센주정 (니가타현 나카우오누마군)
센주정(千手町)은 니가타현 나카우오누마군에 있던 정이다. 

## 역사
- 1922년 11월 1일 - 나카우오누마군 센주마치촌, 나카노촌이 합병해 센주촌이 성립하였다.
- 1934년 8월 1일 - 정으로 승격해 센주정이 되었다.
- 1956년 9월 1일 - 센다촌, 다치바나촌, 우에노촌과 합병해 가와니시정이 되어 소멸하였다.

## 참고문헌
- 『市町村名変遷辞典』東京堂出版、1990年。